# The Sugarhill Gang
The Sugarhill Gang ist eine US-amerikanische Hip-Hop-Gruppe aus Englewood, New Jersey, zusammengestellt von Sylvia Robinson, der Leiterin des Sugarhill Labels. Mitglieder waren Big Bank Hank (Henry Jackson), Wonder Mike und Master Gee.

## Geschichte
Der Rap hatte sich in den 1970er Jahren besonders in der Gegend von New York entwickelt, es gab aber nur wenige Aufnahmen und die Musikindustrie sah noch kein Potenzial in der Veröffentlichung der neuen Musik. Erst Sylvia Robinson, selbst Musikerin und Gründerin des Labels Sugar Hill Records, wollte 1979 den Straßentrend professionell umsetzen. Sie und ihr Sohn Joey sollen auf die drei Rapper in einer Pizzeria in Englewood in New Jersey gestoßen sein, wo Henry Jackson während der Arbeit rappte und seine Freunde Guy O’Brien und Michael Wright vorbeischauten. Die drei MCs mit den Künstlernamen Big Bank Hank, Master Gee und Wonder Mike wurden nach dem Label Sugarhill Gang benannt und die Robinsons schrieben und produzierten mit ihnen den Rapsong Rapper’s Delight. Unterlegt wurde er mit dem Beat aus dem Nummer-eins-Hit Good Times der Discoband Chic. Er wurde der erste kommerziell erfolgreiche Hip-Hop-Song in den Top 40 der US-Singlecharts. In den R&B-Charts der USA erreichte das Lied Platz 4. Noch erfolgreicher war das Stück in Europa, wo es in vielen Ländern auf Platz 2 oder 3 der offiziellen Charts kam. Das anschließend veröffentlichte Album, das nach der Hitsingle benannt wurde, war aber nur noch in Deutschland und Norwegen erfolgreich und war auch mehr ein R&B- als ein Hip-Hop-Album.
Die US-Version des Albums, das den Namen der Band als Titel trug, erreichte Platz 32 der R&B-Charts und ein Jahr später hatte die Sugarhill Gang mit 8th Wonder einen weiteren Charthit in der Heimat. Ein Jahr darauf war ein Stück, das auf dem Instrumental Apache von Jerry Lordan basierte, erfolgreich. Und ein weiteres halbes Jahr später folgte das zweite Album der Band mit dem Titel 8th Wonder, mit dem sie es auch in die Albumsverkaufscharts schafften. Es war ihre letzte Platzierung in den offiziellen US-Charts. Während der Hip-Hop immer populärer wurde, verpasste die Sugarhill Gang den Anschluss. 1983 hatten sie noch drei kleinere Hits in den R&B-Charts, die es aber nicht über Platz 50 hinauskamen. Auch Platz 54 für The Lover in You in den UK-Charts blieb eine Ausnahme. Die folgenden drei Alben Rappin’ Down Town, Livin’ in the Fast Lane und eine Greatest-Hits-Compilation blieben erfolglos. Nach der Single Work, Work, the Body 1985 trennte sich das Trio.
Die Sugarhill Gang blieb zwar weiterhin erhalten, war aber nur noch ein Projekt von Big Bank Hank und Label-Jungchef Joey Robinson. Wenn etwas Neues erschien, dann waren das meist Neuauflagen der Hits wie der ’89er Remix von Rappers Delight, der unter anderem in Großbritannien und Neuseeland noch einmal in die Charts kam. Um die Jahrtausendwende folgten mehrere Veröffentlichungen in alter Besetzung zusammen mit Grandmaster Flash und mit Jump on It ein Rap-Album für Kinder. Des Weiteren gab es Gastauftritte gemeinsam und einzeln, z. B. von Wonder Mike beim Charthit Lala Song von Bob Sinclar. In der Serie Scrubs – Die Anfänger hatten sie in der vierten Staffel einen Gastauftritt.
Am 11. November 2014 starb Henry Jackson alias Big Bank Hank im Alter von 58 Jahren an Krebs.

## Mitglieder
- Wonder Mike (eigentlich Michael Wright)
- Big Bank Hank (eigentlich Henry Lee Jackson, * 11. Januar 1956 in New York, † 11. November 2014 in Englewood)[1]
- Master Gee (eigentlich Guy O’Brien)

## Diskografie

### Studioalben
| Jahr | Titel                   | Höchstplatzierung, Gesamtwochen, AuszeichnungChartplatzierungen (Jahr, Titel, Platzierungen, Wochen, Auszeichnungen, Anmerkungen) | Höchstplatzierung, Gesamtwochen, AuszeichnungChartplatzierungen (Jahr, Titel, Platzierungen, Wochen, Auszeichnungen, Anmerkungen) | Höchstplatzierung, Gesamtwochen, AuszeichnungChartplatzierungen (Jahr, Titel, Platzierungen, Wochen, Auszeichnungen, Anmerkungen) | Anmerkungen                           |
| Jahr | Titel                   | DE | US | R&B | Anmerkungen                           |
| ---- | ----------------------- | --- | --- | --- | ------------------------------------- |
| 1980 | Sugarhill Gang          | DE13 (12 Wo.)DE | — | R&B32 (12 Wo.)R&B | Erstveröffentlichung: 7. Februar 1980 |
| 1981 | 8th Wonder              | — | US50 (18 Wo.)US | R&B15 (20 Wo.)R&B | Erstveröffentlichung: 25. Juni 1981   |
| 1983 | Rappin' Down Town       | — | — | — | Erstveröffentlichung: 1983            |
| 1984 | Livin’ in the Fast Lane | — | — | — | Erstveröffentlichung: 1984            |
| 1999 | Jump on It!             | — | — | — | Erstveröffentlichung: 6. Juli 1999    |

### Kompilationen
- 1984: Greatest Hits
- 1989: Rappers Delight
- 1989: Rappers Delight (Hip Hop Remix ’89)
- 1990: The Greatest Hits of the Sugarhill Gang
- 1990: Rapper’s Delight (The Mega-Mix 1979–1990 incl. All the Hits !)
- 1991: Rapper’s Delight – The Greatest Hits
- 1996: Rapper’s Delight: The Best of Sugarhill Gang
- 1997: Grandmaster Flash vs. The Sugarhill Gang (Grandmaster Flash vs. The Sugarhill Gang)
- 1999: Back to the Old School – Rapper’s Delights
- 1999: Hits
- 1999: The Showdown (The Sugarhill Gang vs. Grandmaster Flash & the Furious Five)
- 2000: The Greatest Hits (The Sugarhill Gang vs. Grandmaster Flash)
- 2002: The Message – The Best of Grandmaster Flash & the Sugarhill Gang (mit Grandmaster Flash)
- 2004: The Greatest Hits of Sugarhill Gang (2004 Tour)
- 2009: Rapper’s Delight (CD + DVD)

### Singles
| Jahr | Titel Album                                         | Höchstplatzierung, Gesamtwochen, AuszeichnungChartplatzierungen (Jahr, Titel, Album, Platzierungen, Wochen, Auszeichnungen, Anmerkungen) | Höchstplatzierung, Gesamtwochen, AuszeichnungChartplatzierungen (Jahr, Titel, Album, Platzierungen, Wochen, Auszeichnungen, Anmerkungen) | Höchstplatzierung, Gesamtwochen, AuszeichnungChartplatzierungen (Jahr, Titel, Album, Platzierungen, Wochen, Auszeichnungen, Anmerkungen) | Höchstplatzierung, Gesamtwochen, AuszeichnungChartplatzierungen (Jahr, Titel, Album, Platzierungen, Wochen, Auszeichnungen, Anmerkungen) | Höchstplatzierung, Gesamtwochen, AuszeichnungChartplatzierungen (Jahr, Titel, Album, Platzierungen, Wochen, Auszeichnungen, Anmerkungen) | Höchstplatzierung, Gesamtwochen, AuszeichnungChartplatzierungen (Jahr, Titel, Album, Platzierungen, Wochen, Auszeichnungen, Anmerkungen) | Höchstplatzierung, Gesamtwochen, AuszeichnungChartplatzierungen (Jahr, Titel, Album, Platzierungen, Wochen, Auszeichnungen, Anmerkungen) | Anmerkungen |
| Jahr | Titel Album                                         | DE | AT | CH | UK | US | R&B | Dance | Anmerkungen |
| ---- | --------------------------------------------------- | --- | --- | --- | --- | --- | --- | --- | --- |
| 1979 | Rapper’s Delight Sugarhill Gang                     | DE3 (25 Wo.)DE | AT5 (12 Wo.)AT | CH2 (11 Wo.)CH | UK3 Platin · (14 Wo.)UK | US36 (12 Wo.)US | R&B4 (19 Wo.)R&B | Dance14 (18 Wo.)Dance | Erstveröffentlichung: September 1979 R&B Hall of Fame; Platz 251 der Rolling Stone 500 (Liste 2010) Platz 162 der Songs of the Century (RIAA, Liste 2001) erste erfolgreiche Rap-Platte Rhythmus basiert auf Chics Good Times, 1979 |
| 1981 | 8th Wonder                                          | — | — | — | — | US82 (9 Wo.)US | R&B15 (18 Wo.)R&B | Dance38 (14 Wo.)Dance | Erstveröffentlichung: Dezember 1980 |
| 1981 | Showdown 8th Wonder                                 | — | — | — | — | — | R&B49 (10 Wo.)R&B | — | Erstveröffentlichung: Juni 1981 The Furious Five meets the Sugarhill Gang |
| 1981 | Apache 8th Wonder                                   | — | — | — | — | US53 (11 Wo.)US | R&B13 (17 Wo.)R&B | Dance51 (7 Wo.)Dance | Erstveröffentlichung: November 1981 Rapversion von Jørgen Ingmann Instrumental Apache, 1960 |
| 1982 | The Lover in You Rappin’ Down Town                  | — | — | — | UK54 (3 Wo.)UK | — | R&B55 (9 Wo.)R&B | — | Erstveröffentlichung: Juli 1982 |
| 1983 | The World Is Out Rappin’ Down Town                  | — | — | — | — | — | R&B71 (5 Wo.)R&B | — | Erstveröffentlichung: März 1983 |
| 1983 | Kick It Live from 9 to 5 Rappin’ Down Town          | — | — | — | — | — | R&B50 (7 Wo.)R&B | — | Erstveröffentlichung: August 1983 |
| 1984 | Livin’ in the Fast Lane                             | — | — | — | — | — | R&B78 (6 Wo.)R&B | — | Erstveröffentlichung: Mai 1984 |
| 1986 | Rappers Delight / We Got the Funk Rappin’ Down Town | — | — | — | UK78 (3 Wo.)UK | — | — | — | Erstveröffentlichung: Januar 1986 |
| 1989 | Rappers Delight ’89 –                               | — | — | — | UK58 (3 Wo.)UK | — | — | — | Erstveröffentlichung: November 1989 |
| 2009 | Lala Song –                                         | DE55 (5 Wo.)DE | — | CH68 (6 Wo.)CH | — | — | — | — | Erstveröffentlichung: Juni 2009 Bob Sinclar feat. Hendogg, Master Gee und Wonder Mike from the Original Sugarhill Gang |

Weitere Singles
- 1979: Bad News
- 1980: Rapper’s Reprise (Jam-Jam)
- 1980: Hot Hot Summer D
- 1980: Here I Am
- 1982: Funk Box
- 1983: Be a Winner
- 1984: Troy
- 1985: The Down Beat
- 1985: Work, Work, the Body
- 1990: Voules-vous cha cha? (Albert mit The Sugarhill Gang)
- 1994: Boyz from da Hill

## Auszeichnungen für Musikverkäufe
| Goldene Schallplatte - Neuseeland - 1980: für die Single Rapper’s Delight - Niederlande - 1980: für die Single Rapper’s Delight - Spanien - 1980: für das Album Rapper’s Delight |

Anmerkung: Auszeichnungen in Ländern aus den Charttabellen bzw. Chartboxen sind in ebendiesen zu finden.
| Land/RegionAuszeichnungen für Musikverkäufe (Land/Region, Auszeichnungen, Verkäufe, Quellen) | Gold     | Platin  | Verkäufe | Quellen         |
| -------------------------------------------------------------------------------------------- | -------- | ------- | -------- | --------------- |
| Neuseeland (RMNZ)                                                                            | Gold1    | —       | 10.000   | Einzelnachweise |
| Niederlande (NVPI)                                                                           | Gold1    | —       | 75.000   | nvpi.nl         |
| Spanien (Promusicae)                                                                         | Gold1    | —       | 50.000   | mediafire.com   |
| Vereinigtes Königreich (BPI)                                                                 | —        | Platin1 | 600.000  | bpi.co.uk       |
| Insgesamt                                                                                    | 3× Gold3 | Platin1 |          |                 |